# Kacper Kozłowski (Leichtathlet)
Kacper Kozłowski (* 7. Dezember 1986 in Olsztyn) ist ein polnischer Leichtathlet, der sich auf den 400-Meter-Lauf spezialisiert hat.

## Sportliche Laufbahn
Erste internationale Erfahrungen sammelte Kacper Kozłowski im Jahr 2005, als er bei den Junioreneuropameisterschaften in Kaunas in 46,87 s den vierten Platz belegte und mit der polnischen 4-mal-400-Meter-Staffel in 3:09,75 min die Bronzemedaille gewann. Zwei Jahre später gewann er bei den U23-Europameisterschaften in Debrecen in 45,86 s die Bronzemedaille im Einzelbewerb sowie in 3:04,76 min auch mit der polnischen Stafette. Damit erhielt er einen Startplatz in der Staffel für die  Weltmeisterschaften in Osaka, bei denen er gemeinsam mit Marek Plawgo, Daniel Dąbrowski und Marcin Marciniszyn mit 3:00,05 min im Finale die Bronzemedaille hinter den Teams aus den Vereinigten Staaten und von den Bahamas gewann. 2009 nahm er an der Sommer-Universiade in Belgrad teil und wurde dort in 46,27 s im Einzelbewerb Vierter und gewann mit der Staffel in 3:05,69 min die Silbermedaille hinter Australien. Zudem nahm er mit der Staffel erneut an den Weltmeisterschaften in Berlin teil und belegte dort in 3:02,23 min den fünften Platz.
2010 qualifizierte er sich erstmals für die Europameisterschaften in Barcelona und erreichte dort über 400 Meter das Finale, in dem er in 46,07 s auf den achten Rang gelangte. Zudem wurde er mit der Staffel in 3:03,42 min Fünfter. Im Jahr darauf klassierte er sich bei den Militärweltspielen in Rio de Janeiro in 46,02 s auf dem vierten Platz über 400 Meter und siegte mit der Staffel in 3:04,55 min. Anschließend schied er bei den Weltmeisterschaften in Daegu mit der Staffel mit 3:01,84 min im Vorlauf aus. 2012 gelangte er bei den Europameisterschaften in Helsinki im Einzelbewerb bis in das Halbfinale und schied dort mit 46,54 s aus, während er mit der Staffel in 3:02,37 min auf Rang vier gelangte. Mit der Staffel qualifizierte er sich für die Olympischen Spiele in London, gelangte dort aber mit 3:02,86 min nicht in das Finale.
2013 nahm er mit der Staffel an den Weltmeisterschaften in Moskau teil, verpasste aber auch dort mit 3:01,73 min den Finaleinzug. Bei den Leichtathletik-Hallenweltmeisterschaften 2014 im heimischen Sopot belegte er mit der Staffel in 3:04,39 min den vierten Platz und anschließend schied er bei den World Relays auf den Bahamas mit 3:05,16 min im Vorlauf aus. Im August gewann er bei den Europameisterschaften in Zürich gemeinsam mit Rafał Omelko, Łukasz Krawczuk und Jakub Krzewina in 2:59,85 min die Silbermedaille hinter dem Vereinigten Königreich, nachdem die russische Mannschaft wegen eines Dopingverstoßes disqualifiziert worden war. Bei den IAAF World Relays 2015 siegte er in 3:03,23 min im B-Finale und erreichte im Oktober bei den Militärweltspielen im südkoreanischen Mungyeong über 400 Meter das Halbfinale und schied dort mit 46,66 s aus, während er mit der Staffel nach 3:04,25 min auf Rang vier einlief. Im Jahr darauf nahm er mit der Staffel ein weiteres Mal an den Europameisterschaften in Amsterdam teil und gewann dort gemeinsam mit Krawczuk, Krzewina und Omelko in 3:01,18 min die Silbermedaille hinter dem belgischen Team. 2017 siegte er bei den Halleneuropameisterschaften in Belgrad gemeinsam mit Krawczuk, Przemysław Waściński und Omelko in 3:06,99 min und wurde anschließend bei den World Relays in 3:07,89 min Dritter im B-Finale und belegte in der gemischten Staffel in 3:22,26 min den vierten Platz.
Kozłowski war Student an der Universität Ermland-Masuren in Olsztyn und nach seinem Studium als Sportsoldat in der Polnischen Marine tätig.

## Persönliche Bestleistungen
- 400 Meter: 45,24 s, 28. Juli 2010 in Barcelona
  - 400 Meter (Halle): 46,76 s, 23. Februar 2014 in Sopot